# ドワーフとオークの戦争
ドワーフとオークの戦争（ドワーフとオークのせんそう）とは、J・R・R・トールキン の中つ国に関する創作の中で、第三紀に、ドワーフとオークの間で戦われた架空の戦争である。『指輪物語』の追補編の中で語られ、『ホビットの冒険』中でも言及されている。

## 発端と経過
ドゥリン王家のスロールは、エレボールの君主であったが、第三紀2770年、黄金竜スマウグにより王国を追われ、縁者とともに放浪した。数年後、スロールは息子のスライン2世に七つの指輪のうちのドゥリン王家に伝わる指輪を譲り、従者のナルとともに2人昔ドゥリンの治めていたモリアに向かった。ナルは止めたがスロールはきかず、一人でモリアに入っていった。スロールはモリアの中でオークに殺され、切り離された首だけがモリアの門から投げ出された。額には『アゾグ』と焼き付けられていた。オーク達はナルが首を持ち帰ろうとするとするのを許さず、スロールとナルを侮辱し、追い払った。
ナルはスラインのもとへこの話を持ち帰った。スラインは各地のドワーフ王家に使者を送り、兵を募り、準備の整った後、エリアドールのオークの拠点各地を襲撃し、ドワーフとオークの戦争が始まった。主に地下で戦いが行われたが、ドワーフは優勢に戦いを進め、オークはモリアに集結し、ドワーフはこれを追ってアザヌルビザールに進軍した。

## アザヌルビザールの戦い
2799年、アザヌルビザールにて行われた戦いはアザヌルビザールの戦い、または、エルフ語でナンドゥヒリオンの戦いとも呼ばれる。モリアに集結したオーク（orc）と、それを追ってきたドワーフが戦った。はじめ、ドワーフは劣勢で、スラインは林に撤退した。このとき、スラインの息子フレインは戦死した。もう一人の息子トーリンの盾は割れ、斧でオーク（oak） の枝を切り落として盾の代わりに使い、「オーケンシールド」の名の由来となった。しかし、遅れてやってきたくろがね連山の軍勢により、今度はドワーフが優勢となり、勝利した。くろがね連山のナインはオーク（orc）の首領アゾグに殺されたが、ナインの息子ダインはアゾグを討ち取った。

## 結果
これらの戦いによってエリアドールのオークは著しく減少した。しかしモリアには「ドゥリンの禍」と呼ばれるバルログが残っており、モリアをドワーフが回復することはできなかった。アザヌルビザールの戦いでは戦死したドワーフが多すぎて墓を作れず、普段行われない火葬を行った。このため、ドワーフの間では「私の先祖は火葬にされた」ということはアザヌルビザールで戦死したということを意味し、非常に名誉なこととなった。
スラインと一族はモリアに入ることをダインの諌めによって断念し、青の山脈に向かった。スロールがスラインに指輪を渡したことはスライン以外には知られず、後にスラインが闇の森の死人占い師に捕らえられ、トーリンに譲ることなく指輪を奪われたため、スロールがモリアで指輪をアゾグに奪われたという俗説が生じ、後にバーリンがモリアに入る遠因となった。

## その後
トーリン・オーケンシールドはその後ドゥリン一族の王として、魔法使いガンダルフの助けを借り、12人のドワーフと忍びの者ビルボ・バギンズを連れてエレボール（はなれ山）の奪還の遠征を行った（ホビットの冒険）。
その結果勃発した五軍の合戦には、ドワーフを救援するためくろがね山脈よりダインが、またオーク（ゴブリン）軍の首領としてアゾグの息子ボルグが参戦している。この戦いでトーリンは戦死し、生き残ったダインが王位を継いで再建された山の下の王国を統治した。またボルグも戦死し、この戦いによって北方のオークはほぼ駆逐された。